# Affengriff
Affengriff ist die umgangssprachliche Bezeichnung einer manuellen Greiftechnik. Hierbei wird der zu greifende Gegenstand nicht zangenartig mit Daumen und gegenüberliegenden Fingern umfasst, sondern der Daumen liegt gemeinsam mit den restlichen Fingern auf einer Seite.

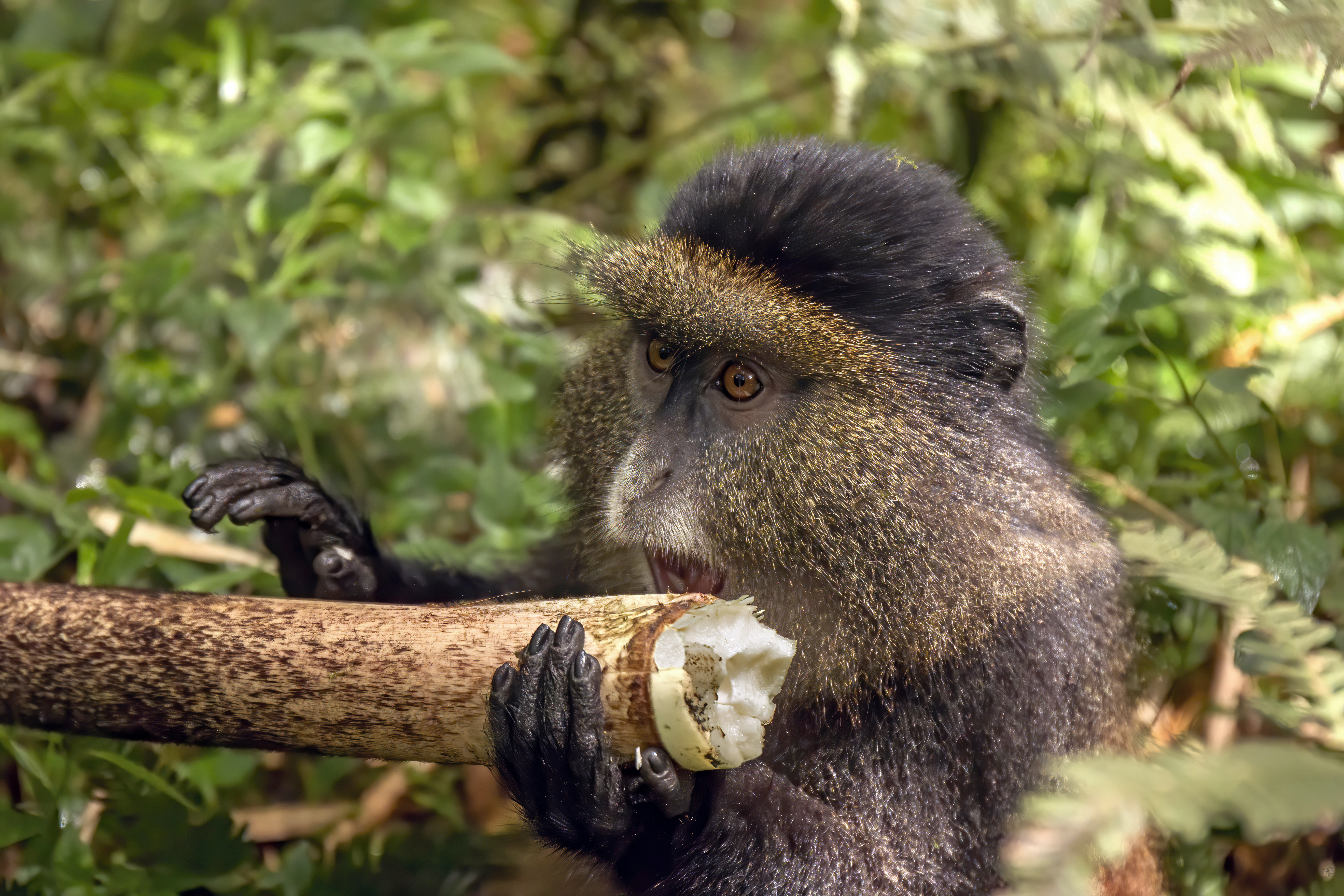
Affengriff bei der Goldmeerkatze (obwohl diese durchaus über einen opponierbaren Daumen verfügt)

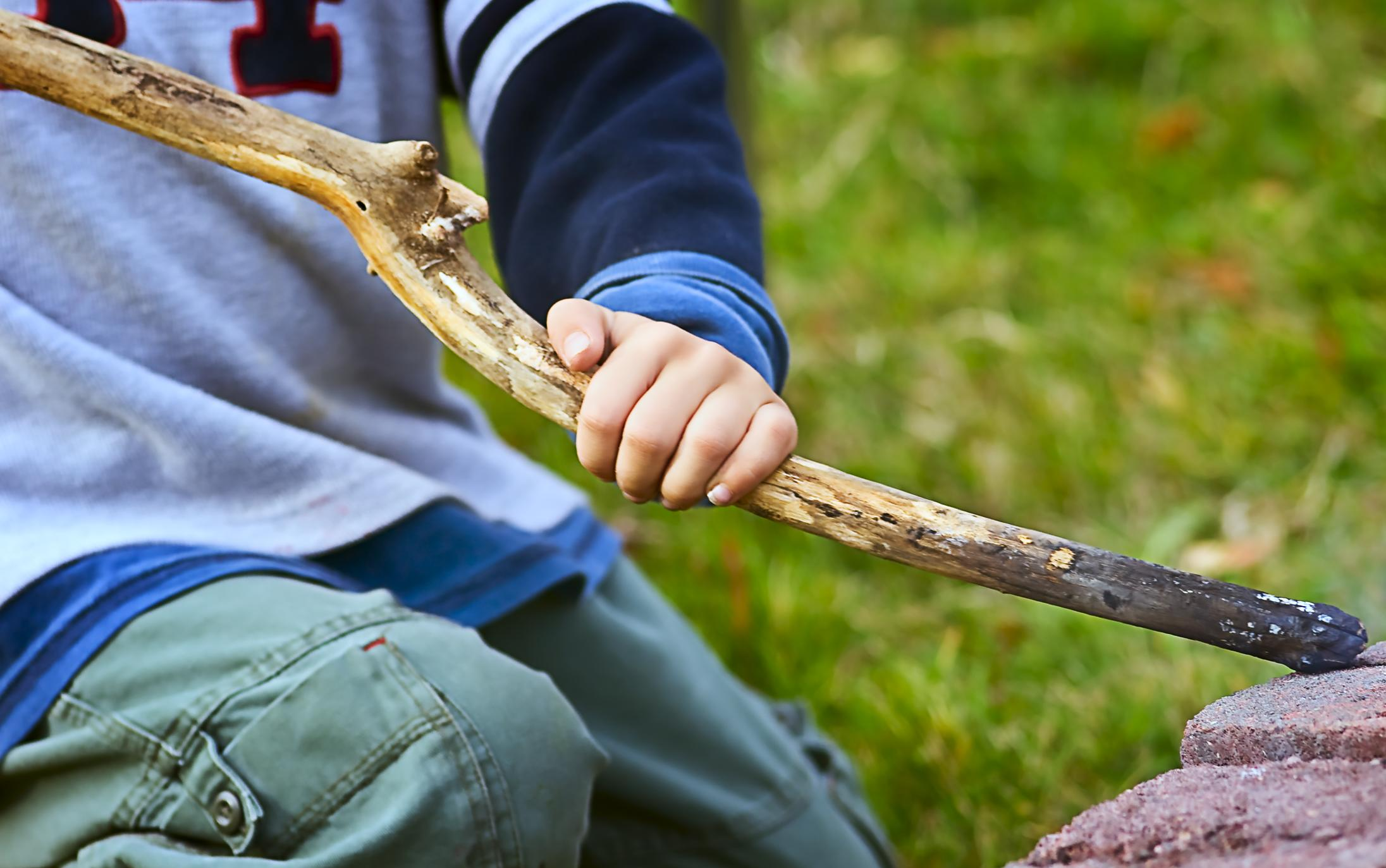
Affengriff beim Menschen

Der Name des Griffs leitet sich von der Hand der Affen ab. Die Hand dieser Tiere ist anders als die des Menschen. Der Daumen ist kürzer. Die Tiere greifen meist mit Daumen und allen Fingern gemeinsam um einen Gegenstand. Für menschliche Babys ist der Affengriff ab einem Alter von etwa vier Monaten die erste angewandte Methode zum Greifen.
Wird diese Griffart bei Tätigkeiten, wie beispielsweise dem Reckturnen, zugunsten eines festeren Griffs vermieden, so wird sie bei anderen Tätigkeiten explizit empfohlen:
- Ein typisches Anwendungsbeispiel des Affengriffs ist das Starten von Verbrennungsmotoren mithilfe einer Handkurbel. Durch das Anwenden des Affengriffs wird bei einem Rückschlagen der Kurbel eine Verletzung der Hand vermieden, da die Kurbel leichter aus der Hand gleiten kann.
- Im Bereich des Feuerwehr- und Rettungswesens stellt der Affengriff ebenfalls eine gängige Trage- und Griffart dar. Diese wird beispielsweise beim Bewegen von tragbaren Leitern, Ankurbeln von älteren Tragkraftspritzen oder auch beim Rautekgriff zum Bergen von Personen angewandt.[2] Hiermit kann verhindert werden, dass die Daumen des Helfers auf die Rippen des Patienten gedrückt werden.[3]
- In Deutschland ist dieser Griff beim Umgang mit technischen Geräten nach der Unfallverhütungsvorschrift vorgeschrieben, um Verletzungen zu vermeiden.